# Чаєв Олександр Юрійович
Олександр Юрійович Чаєв  (рос. Александр Юрьевич Чаев, 17 березня 1962) — радянський плавець, олімпійський медаліст.

## Виступи на Олімпіадах
| Олімпіада   | Дисципліна                             | Місце |
| ----------- | -------------------------------------- | ----- |
| Москва 1980 | плавання на 1500 метрів вільним стилем | 2     |